# Albère (race bovine)
Pour les articles homonymes, voir Albère.
L'Albère (en catalan, albera) est une race bovine catalane originaire du Massif des Albères, à l'extrémité orientale des Pyrénées. 

## Dénomination
Elles sont être également appelées Fagina ou Massanesa.

## Histoire
En 2018, leur nombre est estimé à 350 des deux côtés de la frontière franco-espagnole.

### Statut actuel de la race
Cette race dispose d'un label en Espagne. L’Association de Défense et de Promotion des Races Locales en Pays Catalan (ADPRLPC) demande pour la reconnaissance de la vache des Albères et de la chèvre catalane.

## Galerie

Galerie
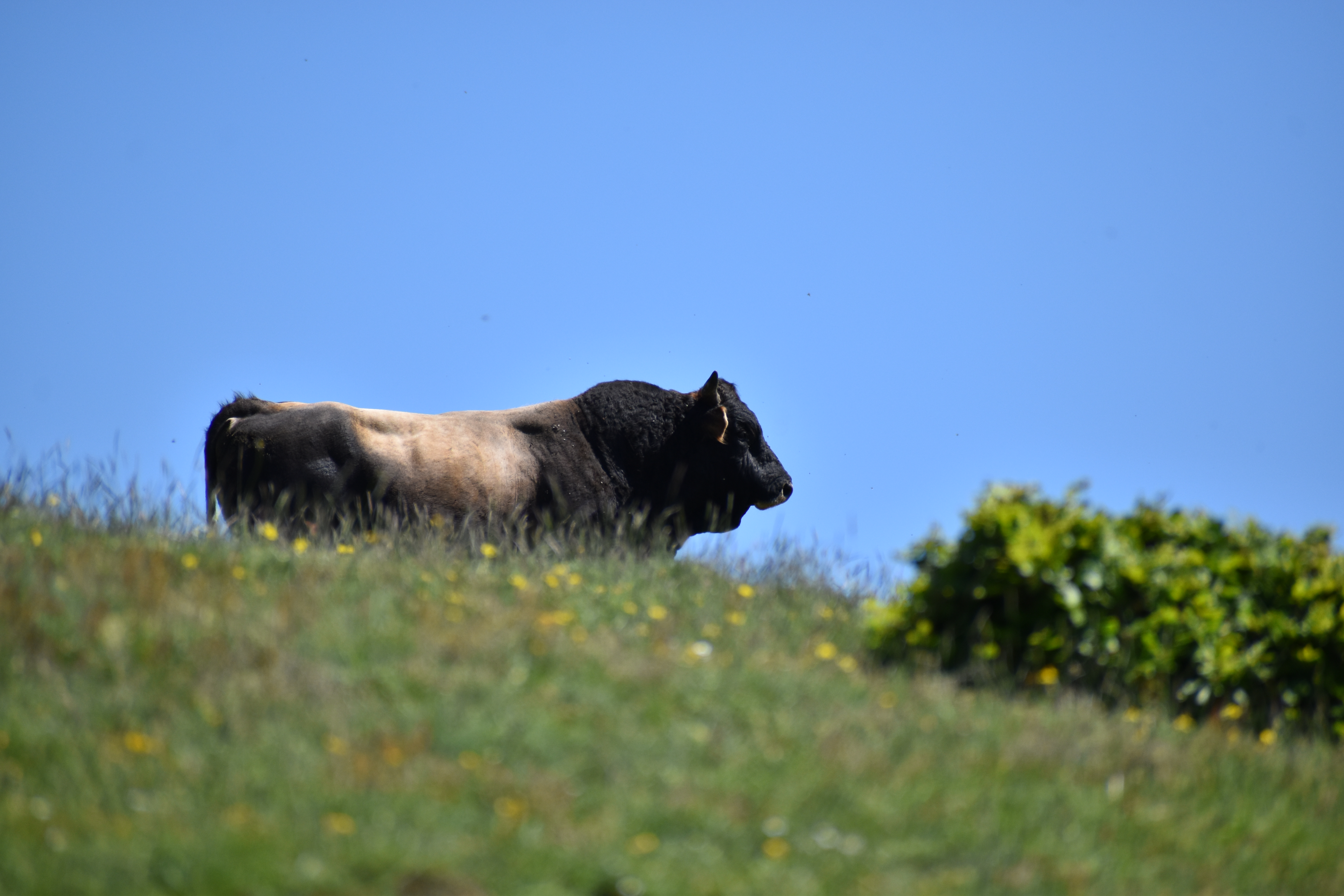
Taureau au Pic du Neoulous.
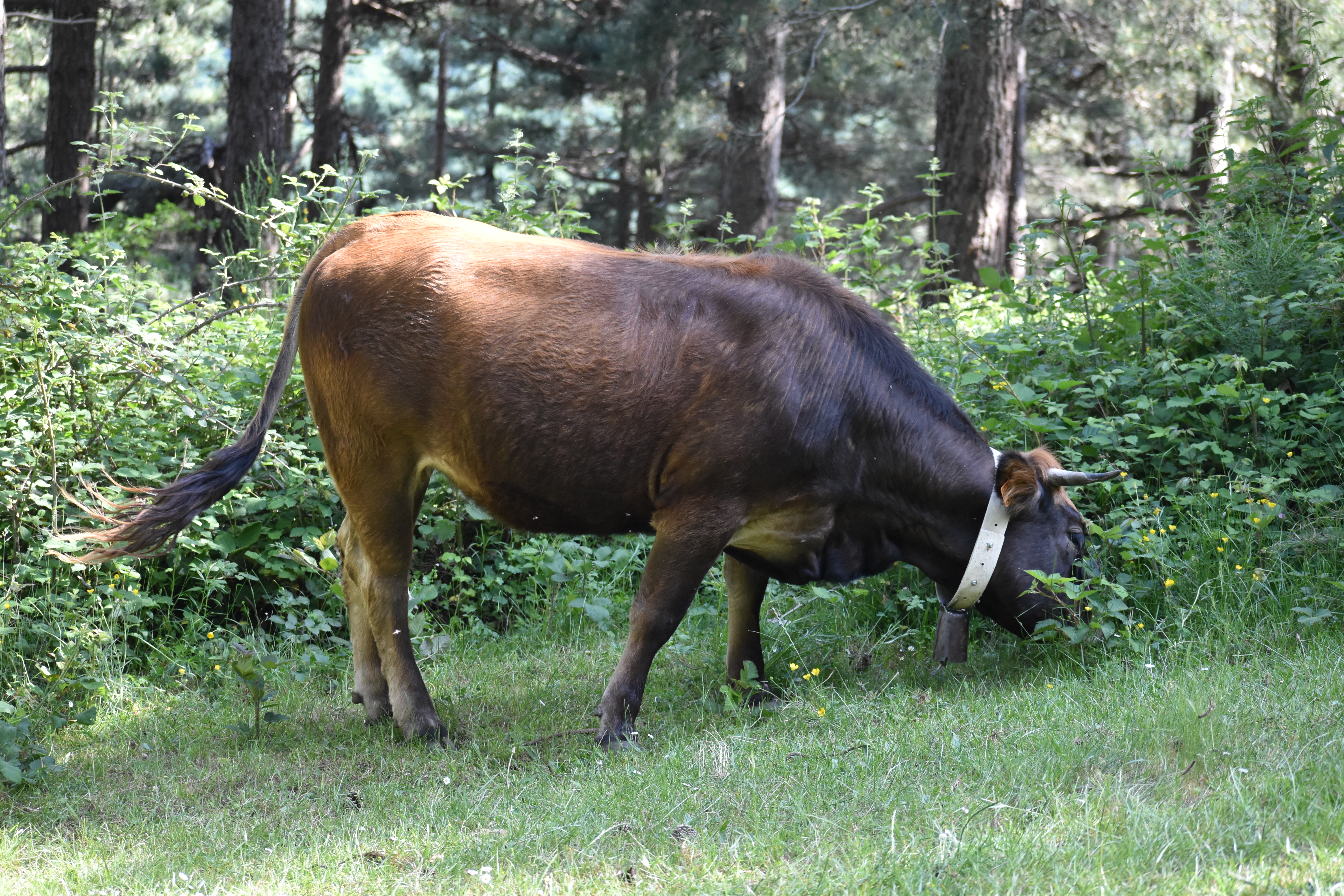
Vache au Col de l'Ouillat.
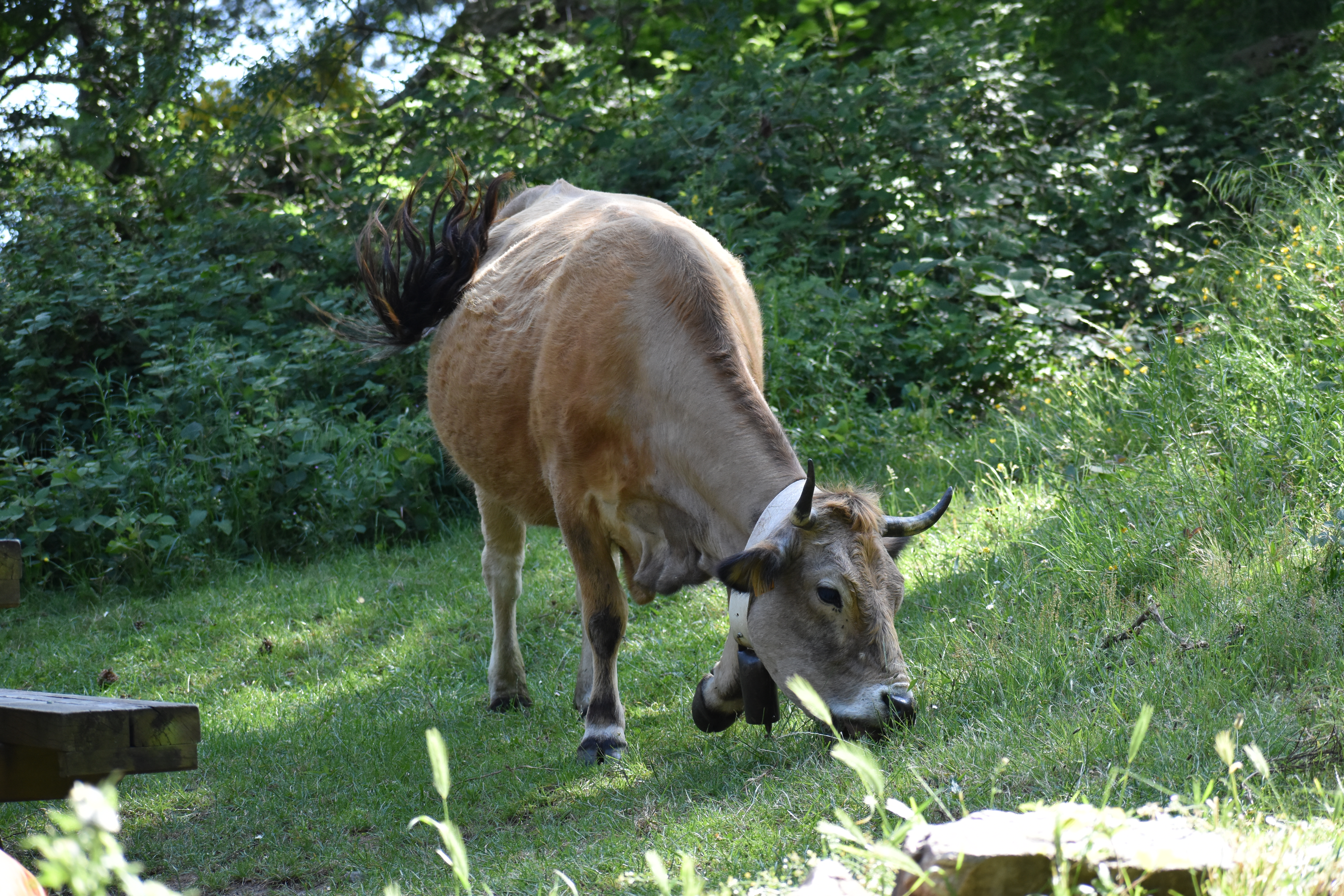
Vache
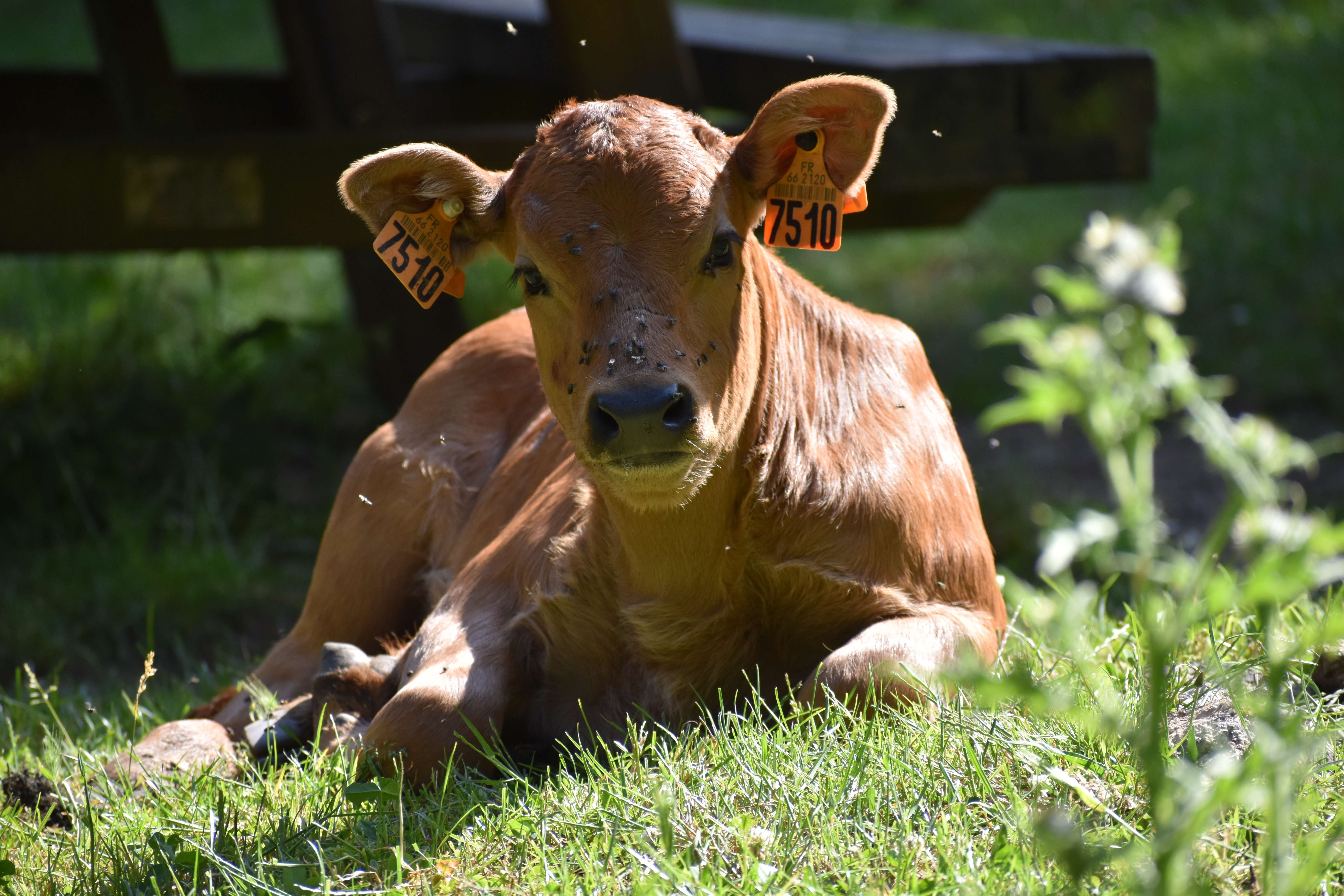
Veau au Col de l'Ouillat.